# Ayari Aoyama
Ayari Aoyama (Prefectura de Ishikawa, Japón, 10 de febrero de 1982) es una nadadora japonesa retirada especializada en pruebas de estilo mariposa, donde consiguió ser subcampeona mundial en 1998 en los 100 metros estilo mariposa.

## Carrera deportiva
En el Campeonato Mundial de Natación de 1998 celebrado en Perth (Australia), ganó la medalla de plata en los 100 metros estilo mariposa, con un tiempo de 58.79 segundos, tras la estadounidense Jenny Thompson (oro con 58.46 segundos) y por delante de la australiana Petria Thomas (bronce con 58.97 segundos).